# Lespesia afra
Lespesia afra là một loài ruồi trong họ Tachinidae.